# Luboměř pod Strážnou
Luboměř pod Strážnou (německy Liebenthal) je obec v okrese Přerov, která opětovně vznikla k 1. lednu 2016. Její území bylo do konce roku 2015 částí vojenského újezdu Libavá v okrese Olomouc; nacházelo se na východě újezdu. Žije zde 116 obyvatel. Severozápadně od obce se nachází nejvyšší vrchol Vítkovské vrchoviny Křížový vrch.

## Název
Nejstarší doložená podoba jména (z roku 1394) je Liebental ("Milé údolí"), což byla hlásková úprava staršího (písemně nedoloženého) Lewental, v jehož první části bylo staré (německé) lew - "kopec, pahorek". Původní význam jména tedy byl "údolí pod kopcem". Do češtiny bylo jméno vesnice nejprve hláskově upraveno jako Liptáň (doklady z 15. a 16. století), poté se české jméno přestalo používat a v polovině 19. století pak bylo nově převzato jméno sousední Luboměře, na rozlišení od které v roce 1924 byl přidán přívlastek pod Strážnou podle polohy pod horou onoho jména.

## Historický přehled

### Do konce druhé světové války
První písemná zmínka o Luboměři pod Strážnou pochází z roku 1394 (Libenthal). Vesnice byla nazvána Lybomyrz a náležela k panství Potštát. Již roku 1408 se zde zmiňuje farní úřad. Z roku 1749 je známá nepříliš zřetelná obecní pečeť s vyobrazením radlice. V letech 1792–1794 zde byl postaven pozdně barokní kostel Panny Marie Sněžné. O kostele se ví, že se v něm nacházel Mariánský obraz ze zrušeného prostějovského kláštera kapucínů. Nepřehlédnutelným prvek v koloritu obce představovaly dřevěné větrné mlýny beraního typu. V obci se nacházely před rokem 1945 tři takové mlýny, přičemž před první světovou válkou vyhořel čtvrtý. Kvůli velkému počtu větrných mlýnů se zdejší krajině přezdívalo Moravské Holandsko. Katastrální území obce mělo rozlohu 1037,24 ha. V roce 1910 zde žilo 390 obyvatel, v roce 1921 měla obec 93 domů a žilo zde 375 obyvatel, z toho 371 připadalo na Němce a 3 na Čechoslováky, 1 člověk měl jinou národnost. V roce 1930 měla obec 100 domů a žilo zde 375 obyvatel, z nichž bylo 364 Němců a 11 Čechoslováků. Zdejší obyvatelstvo se živilo především zemědělstvím, výrobou zemědělských strojů a hornictvím. Po Mnichovské dohodě zabralo obec nacistické Německo a začlenilo ji zprvu do Sudetoněmeckých území, k 15. dubnu 1939 pak do Říšské župy Sudety. V roce 1944 žilo v obci 359 obyvatel.

### Od konce druhé světové války
Po osvobození a obnově Československa začali do obce přicházet noví obyvatelé neněmecké národnostní příslušnosti. Původní německé obyvatelstvo začalo být ze strany Československa, v rámci odvety za příkoří z doby druhé světové války, všemožně diskriminováno a v roce 1946 byl proveden jeho odsun do Německa. Téhož roku bylo rozhodnuto o začlenění obce do plánovaného vojenského výcvikového tábora Město Libavá a již v září 1946 se započalo s vysídlováním obce. Počátkem roku 1948 zde žilo 38 obyvatel. Pro zájem armády však nakonec nedošlo ke zboření obce. Roku 1950 byla obec úředně zrušena a začleněna do nově vyhlášeného vojenského újezdu Město Libavá (později přejmenovaného na vojenský újezd Libavá).
Přestože jako sídlo nezanikla, došlo i zde k demolicím značného počtu domů, takže zde roku 1970 zůstalo jen 32 domů a žilo zde 153 obyvatel. Vedle domů byly bohužel zničeny také všechny tři větrné mlýny a ve druhé polovině 20. století došlo i k zboření kostela Panny Marie Sněžné, který byl do té doby využíván zdejším statkem jako sklad materiálu. Jindřich Machala uvádí, že podle jeho pátrání byl kostel zbořen mezi lety 1960 a 1962. Jiří Glomek tvrdí, že k jeho zboření došlo údajně koncem 80. let 20. století a že za jeho destrukci je, dle sdělení od bývalého kronikáře obce Daskabát Jana Zatloukala, zodpovědný nejmenovaný funkcionář KSČ.
Ke|20. prosinci 2002 bylo zrušeno katastrální území bývalé obce a téměř celé začleněno do katastrálního území Čermná u Města Libavá o výměře 64,97 km². Nevýrazná okrajová východní část, zpravidla v rozsahu západní poloviny Něčínského potoka, byla pro změnu začleněna do katastrálních území Lipná, Luboměř a Spálov. V roce 2009 zde bylo evidováno 48 adres a v roce 2001 zde trvale žilo 154 obyvatel.

### Obnova samostatnosti
Ministerstvo obrany pod vedením Alexandra Vondry přišlo v dubnu 2011 s plánem optimalizace vojenských újezdů, podle kterého se měl vojenský újezd Libavá do roku 2015 zmenšit asi o 79,15 km², tedy necelou čtvrtinu, zejména o okrajové části, které jsou částečně turisticky zpřístupněné. Kromě úspor armády je cílem také vyčlenit z vojenského újezdu co nejvíce obyvatel. V září 2011 představil ministr obrany plán starostům obcí z okolí vojenského újezdu. Přitom uvedl, že v závislosti na názoru místních obyvatel se odloučená území buď připojí k sousedním obcím, nebo vzniknou nové obce. Na začátku ledna 2012 záměr schválila vláda.
10. a 11. února 2012 se ve vybraných osadách konala anketa, obdoba místního referenda, s otázkou, zda si obyvatelé přejí připojení k sousední obci, nebo vznik samostatné obce. Jednou z těchto osad byla i Luboměř pod Strážnou. K platnosti rozhodnutí byla třeba účast nejméně 35 % oprávněných osob, přičemž rozhodnutí mělo být považováno za závazné, pokud pro ně hlasovalo nejméně 50 % hlasujících a zároveň nejméně 25 % ze všech oprávněných osob.. V Luboměři pod Strážnou byla účast 62,14 %, z nichž se pro vznik samostatné obce vyslovilo 84,38 %, proti bylo 14,06 %.
V rámci příprav na zmenšení vojenského újezdu Libavá vzniklo k 5. květnu 2014, vyčleněním z katastrálního území Čermná u Města Libavá, i nové katastrální území Luboměř u Potštátu, zahrnující Luboměř pod Strážnou s přilehlým okolím. Součástí nového katastru, jehož rozloha činí 9,564198 km² je většina území zrušeného k. ú. Luboměř pod Strážnou, nepatrná část původního katastru nedalekého Spálova, malá severní část původního k. ú. Kovářov u Potštátu a okrajová jižní část zrušeného k. ú. Olověná. K obnově samostatnosti obce s názvem Luboměř pod Strážnou, zahrnující tento nový katastr, došlo nakonec až k 1. lednu 2016.

## Další informace
Obec Luboměř p. Strážnou byla také v minulosti známá jako Liptáň. Blíže časopis Záhorská kronika.